# Chianti
|  | Aquest article tracta sobre el vi italià. Si cerqueu la regió del Chianti a la Toscana, vegeu «Chianti (regió)». |

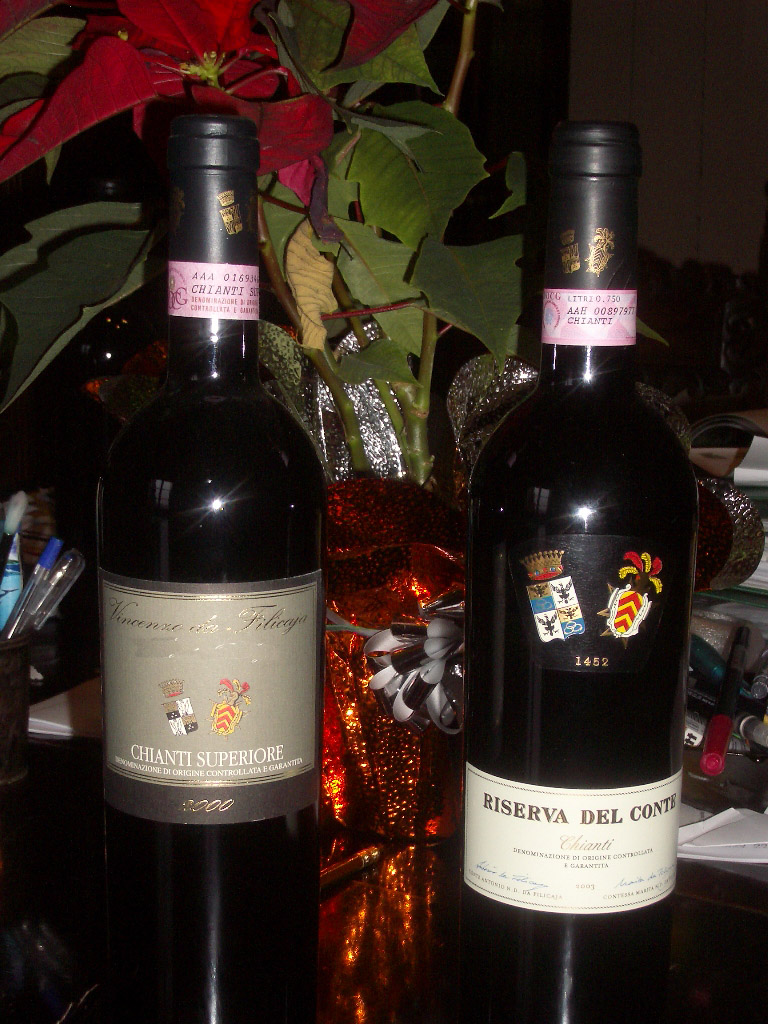
Una ampolla de Chianti Superiore i una de Chianti.

El Chianti (pronunciat  Kianti) és un dels vins negres italians més prestigiats i coneguts en el món.
Històricament es produeix en tres llogarets a la província de Siena: Radda in Chianti, Castellina in Chianti i Gaiole in Chianti situades als Turons del Chianti.
L'any 1932 la producció de Chianti també es va estendre a les províncies d'Arezzo, Florència, Pisa, Pistoia i Prato. Actualment l'àrea del Chianti està dividida en vuit sub-àrees:
- Classico  - que abasta part de les províncies de Florència i de Siena;
- Colli Aretini  - a la província d'Arezzo;
- Colli Fiorentini  - a la província de Florència;
- Colli Senesi  - a la província de Siena;
- Colline Pisano  - a la província de Pisa;
- Montalbano  - que abasta part de les províncies de Pistoia i de Prato;
- Montespertoli  - en el territori de Montespertoli a la província de Florència;
- Rufina  - en el territori de Rufina a la província de Florència.

Els millors vins Chianti produïts segons les normes del Chianti Superiore poden obtenir autorització per a la denominació Chianti Superiore.
Els vins Chianti estan elaborats d'un 75 al 100% amb raïm Sangiovese, les normes de producció difereixen per cada sub-àrea i categoria, les més suaus pel Chianti i les més severes pel Chianti Superiore, tot i que pot contenir fins a menys del 10% de varietats més afruitades com el Cabernet Sauvignon, Merlot o Syrah.
Es presenta amb diferents variacions qualitatives, on generalment es troben notes de prunes, amb una lleugera acidesa, que canvia a un sabor més dolç, similar a les prunes quan s'elaboren d'una manera més tradicional.
| Normes de producció Chianti (dades principals) | Normes de producció Chianti (dades principals) | Normes de producció Chianti (dades principals) | Normes de producció Chianti (dades principals) | Normes de producció Chianti (dades principals) | Normes de producció Chianti (dades principals) | Normes de producció Chianti (dades principals) | Normes de producció Chianti (dades principals) | Normes de producció Chianti (dades principals) | Normes de producció Chianti (dades principals) | Normes de producció Chianti (dades principals) |
|                                                | Normal                                         | Classico                                       | Colli Aretini                                  | Colli Fiorentini                               | Colli Senesi                                   | Colline Pisano                                 | Montalbano                                     | Montespertoli                                  | Rufina                                         | Superiore                                      |
| ---------------------------------------------- | ---------------------------------------------- | ---------------------------------------------- | ---------------------------------------------- | ---------------------------------------------- | ---------------------------------------------- | ---------------------------------------------- | ---------------------------------------------- | ---------------------------------------------- | ---------------------------------------------- | ---------------------------------------------- |
| Màx. prod. raïm (t/Ha)                         | 9,0                                            | 7,5                                            | 8,0                                            | 8,0                                            | 8,0                                            | 8,0                                            | 8,0                                            | 8,0                                            | 8,0                                            | 7,5                                            |
| Màx. prod. raïm (kg/vinya)                     | 4,0                                            | 3,0                                            | 4,0                                            | 4,0                                            | 4,0                                            | 4,0                                            | 4,0                                            | 4,0                                            | 4,0                                            | 2,2                                            |
| No mínim vinyes/ha                             | 3'300                                          | 3'350                                          | 3'300                                          | 3'300                                          | 3'300                                          | 3'300                                          | 3'300                                          | 3'300                                          | 3 '300                                         | 4'000                                          |
| Edat mínima de les vinyes (anys)               | 3                                              | 4                                              | 4                                              | 4                                              | 4                                              | 4                                              | 4                                              | 4                                              | 4                                              | 4                                              |
| Extracte sec mínim (g/l)                       | 19                                             | 23                                             | 21                                             | 21                                             | 21                                             | 21                                             | 21                                             | 21                                             | 21                                             | 22                                             |
| Alcohol mínim (%)                              | 11,5                                           | 12,0                                           | 11,5                                           | 12,0                                           | 11,5                                           | 11,5                                           | 11,5                                           | 12,0                                           | 12,0                                           | 12,0                                           |
| Edat mínima del vi (mesos)                     | 3                                              | 10                                             | 3                                              | 9                                              | 3                                              | 3                                              | 3                                              | 6                                              | 9                                              | 9                                              |

## Temes relacionats
- Lambrusco